# Tokluca, Savur
Tokluca là một xã thuộc huyện Savur, tỉnh Mardin, Thổ Nhĩ Kỳ. Dân số thời điểm năm 2010 là 406 người.